# Peneři Strýčka Homeboye
Peneři Strýčka Homeboye is een Praagse hiphopgroep die in het Tsjechisch rapt.
Vooral het nummer Praha is een klassieker onder Tsjechische jongeren.
De band bestaat uit Orion, Wladimír, DJ Richie en Shitness. Na twee demo's bracht ze in 2001 het eerste album, Repertoár, uit.